# 伊万·多迪格
伊万·多迪格（1985年1月2日—）是一位克羅埃西亞網球選手。他居住於德國哈雷，目前生涯最高單打排名為29、雙打排名為4。
2010年澳洲網球公開賽，他由會外賽晉級會內賽，在第一輪以2-6, 1-6, 6-4, 6-1, 6-1激戰五盤逆轉爆冷擊敗前世界第一胡安·卡洛斯·费雷罗。

## 外部連結
- 官方网站
- 伊万·多迪格（英文/西班牙文）的官方資料
- 伊万·多迪格的國際網球總會 職業／青少年 官方資料（英文）
- 伊万·多迪格的官方資料（英文）